# Radio Wawa
Radio Wawa (własna pisownia marketingowa Radio WAWa) – stacja radiowa działająca w latach 1992–2021.
Stacja była znana głównie z programów „DeDektyw Inwektyw”, „Przebojowe małżeństwo”, czy „6 po 6:00”. Pod koniec emisji radio grało pod hasłem „Najlepsze polskie hity” (na jego format muzyczny składały się wyłącznie utwory w języku polskim). Radio WAWa swój program adresowało przede wszystkim do słuchaczy w wieku 25–45 lat. Właścicielem stacji była Grupa Radiowa Time. Dyrektorem programowym była Anna Paluszek, szefem muzycznym Paweł Wiszniewski, a dyrektorem promocji Anna Wróblewska.
16 września 2020 Grupa Radiowa Time (wchodząca w skład Grupy ZPR Media) złożyła wniosek do Krajowej Rady Radiofonii i Telewizji o nadanie nowej koncesji o charakterze uniwersalnym i zmianę nazwy rozgłośni. KRRiT wyraziła na to zgodę w grudniu 2020. 5 maja 2021 roku powstało radio o nazwie SuperNova.

## Sieć Radia WAWA
Sieć Radia WAWa tworzyło trzynaście lokalnych rozgłośni nadających w szesnastu miastach:
- Warszawa
  - Warszawa – 89,8 MHz
  - Ostrołęka – 90,3 MHz[5]
- Łódź – 99,8 MHz
- Szczecin – 93,2 MHz[6]
- Wrocław – 105,5 MHz[7]
- Opole – 105,7 MHz
- Toruń – 96,7 MHz
- Rzeszów
  - Rzeszów – 98,4 MHz[8]
  - Krosno – 92,6 MHz[8]
- Kraków – 88,8 MHz[9]
- Jelenia Góra – 89,1 MHz[10]
- Gdańsk – 90,0 MHz[11]
- Nowy Sącz – 92,4 MHz[12]
- Trzebnica – 89,5 MHz[13][14]
- Milicz – 97,3 MHz[13] (program tożsamy ze stacją w Trzebnicy)
- Kielce – 104,6 MHz[15]

## Historia
W 1991 stacja nadawała przez kilka dni piracki program radiowy.
Oficjalne rozpoczęcie emisji stacji nastąpiło 1 lutego 1992 roku (w początkowym okresie radio nadawało tylko w samej Warszawie na częstotliwości 69,8 MHz, a następnie 89,8 FM). Założycielami byli Wojciech Reszczyński i Krzysztof Kilian.
Pierwszym prezesem był Wojciech Reszczyński, wiceprezesem i dyrektorem technicznym Krzysztof Kilian.
Prezentowano głównie muzykę z gatunku rocka klasycznego (ang. classic rock). Wśród prezenterów stacji w pierwszym okresie działania znaleźli się muzycy znani z zespołów rockowych (Ryszard Wojciul – dyrektor muzyczny stacji, Adam Romanowski – dyrektor programowy, Paulus von Kinsky, Kuba Jabłoński).
17 października 1997 roku miała miejsce pierwsza zmiana formatu stacji, radio odeszło od klasycznie rockowego grania, a pojawiły się w nim głównie utwory pop i soft rock lat 80. i 90. (tzw. format AC).
W 1998 roku WAWA otrzymała koncesję na nadawanie w 13 dużych miastach Polski. 1 lutego 1998 r. wyszła poza Warszawę; początkowo można było jej słuchać w Gdańsku (104,4 MHz), Krakowie (107,0 MHz) i Szczecinie (95,7 MHz), natomiast od 1 kwietnia 1998 r. również w Białymstoku (88,6 MHz), Gdyni (105,6 MHz), Kielcach (95,5 MHz), Koszalinie (95,4 MHz), Lublinie (106,1 MHz), Olsztynie (94,7 MHz), Płocku (90,4), Rzeszowie (97,1 MHz), Siedlcach (91,3 MHz) i Zielonej Górze (95,3 MHz). Przez pewien okres stacja dzieliła również czas antenowy z lokalną rozgłośnią Pro Kolor w Opolu (100,7 MHz). Działo się tak do 2002 roku, kiedy Krajowa Rada Radiofonii i Telewizji nie przedłużyła koncesji opolskiemu nadawcy.
W 2001 roku nastąpiła kolejna modyfikacja formatu muzycznego stacji – hasłem przewodnim stacji stał się Najlepszy Mix Przebojów lat '80, '90 i współczesnych. W 2002 roku miejsce prezesa Reszczyńskiego zajął Rafał Staszek.
Od 24 września 2004 roku sygnał docierał również do Katowic (95,5 MHz), od dnia następnego (25 września) do Wrocławia (101,5), a od 31 października 2006 także do Łodzi (90,1 MHz).
15 listopada 2004 roku strata udziałów w rynku na rzecz konkurencyjnych nadawców zmusiła zarząd rozgłośni do kolejnej zmiany formatu muzycznego. Pod nazwą „Nowe Radio WAWA – Zawsze Polska Muzyka” rozgłośnia zaczęła prezentować tylko utwory polskich artystów. Pomysłodawcą i twórcą nowatorskiego na polskim rynku radiowym formatu był jej ówczesny dyrektor programowy Jarosław Paszkowski (kierował stacją w latach 1999–2010).
W połowie grudnia 2007 właściciel rozgłośni, Grupa Radiowa Time, podjęła decyzję o rozpoczęciu emisji na dotychczasowych częstotliwościach Radia WAWA programu Eska Rock. 8 kwietnia 2008 roku KRRiT pozytywnie rozpatrzyła wniosek spółki WAWA S.A. o zmianę nazwy nadawanego programu z „Radio WAWA” na „Eska Rock”, wyrażając jednocześnie zgodę na to, aby spółki dotychczas emitujące program pod nazwą Eska Rock w Warszawie i Łodzi mogły nadawać jako Radio WAWA. Zamiana sieci częstotliwości nastąpiła 2 czerwca 2008 roku.
W połowie 2008 roku pojawiła się informacja, że Grupa Radiowa Time planuje w ciągu 3-5 lat rozbudować sieć Radia WAWA do 15-20 rozgłośni. Częstotliwości miały być pozyskiwane w ramach składania nowych wniosków koncesyjnych oraz przejmowania istniejących stacji.
W kolejnych latach nadawca Radia WAWA sukcesywnie rozbudowywał sieć o kolejne nadajniki. 1 września 2009 roku do już działających rozgłośni w Warszawie i Łodzi dołączyły stacje w Toruniu (96,7 FM – wcześniej Vox FM Toruń) i Rzeszowie (98,4 FM i 92,6 FM – częstotliwości zwolnione przez Radio Eska Rzeszów, które z kolei przejęło częstotliwości Radia VOX FM Bieszczady). Od 24 lutego 2010 lokalna stacja Radia WAWA nadawało także we Wrocławiu, na częstotliwości 105,5 MHz (należącej wcześniej do Radia Gold FM z Oławy). 18 kwietnia 2011 rozpoczęto emisję programu w Opolu na częstotliwości 105,7 MHz.
7 maja 2011 łódzka rozgłośnia Radia WAWA zamieniła się częstotliwością z Radiem Eska Łódź. Od tej pory WAWA Łódź nadawała na częstotliwości 99,8 MHz z mocą 0,6 kW (wcześniej na 90,1 MHz).
Od 30 maja 2012 warszawski program Radia WAWA nadawany był także w Ostrołęce na częstotliwości 90,3 MHz. 31 lipca 2012 Radio WAWA ponownie rozpoczęło emisję w Szczecinie – tym razem, jak w przypadku pozostałych stacji, na podstawie koncesji na program o zasięgu lokalnym. WAWA Szczecin nadawała swój program na częstotliwości 93,2 MHz (ERP 2 kW).
W pierwszej połowie 2014 roku stacja rozpoczęła emisję sygnału w Skawinie pod Krakowem i Nowym Sączu.
Z początkiem kwietnia 2015 roku Radio WAWA na częstotliwościach 98,4 FM w Rzeszowie i 92,6 FM w Krośnie zmieniło format muzyki na disco polo. Nowe hasło stacji brzmiało „Non stop polo”.
W lutym 2016 roku format „Non stop polo" emitowany był również w nowo otwartym oddziale Jelenia Góra.
W marcu 2016 roku, po 25 latach pracy, ze stacji odeszli Monika Tarka i Robert Kilen. Ich poranny program „Z parą od rana” został zastąpiony przez audycję „Zmiennicy”, którą prowadzili wspólnie Detektyw Inwektyw i Rafał „Wodzu” Wodziński.
Program ten, zamiennie z innym o nazwie „Królowa i Wodzu”, był już nadawany w okresach, gdy główni prowadzący przebywali na urlopach.
19 czerwca 2017 Radio WAWA zakończyło nadawanie formatu „Non stop polo” w Rzeszowie, Krośnie, Trzebnicy i Jeleniej Górze. Od tej pory nadawany był ogólnopolski program sieciowy pod hasłem „Zawsze polska muzyka”. 20 sierpnia 2018 Radio WAWA po raz ostatni w swojej historii zmieniło oprawę dźwiękową i głos lektorski stacji. Nowy liner stacji aż do końca nadawania nosił nazwę „Najlepsze polskie hity”.
W kwietniu 2021 roku rozgłośnia zrezygnowała z nadawania disco polo. Pod koniec miesiąca z radia odszedł Tomasz Łysiak, a nieco wcześniej – w marcu – Rafał „Wodzu” Wodziński.

### Likwidacja stacji
16 września 2020 Grupa Radiowa Time (wchodząca w skład Grupy ZPR Media) złożyła wniosek do Krajowej Rady Radiofonii i Telewizji o nadanie nowej koncesji o charakterze uniwersalnym i zmianę nazwy rozgłośni na SuperNova. Z prośby złożonej przez nadawcę wynikało, że program nowej  rozgłośni zaadresowano do „ogółu słuchaczy zainteresowanych otrzymaniem solidnej porcji informacji i publicystyki o tematyce lokalnej”. Nowa ramówka zawiera co najmniej 33% utworów słowno-muzycznych i jest w niej grana głównie polska muzyka rozrywkowa. Na antenie pojawiają się aktualne polskie przeboje oraz utwory z lat 80. i 90., a także te powstałe po 2000 roku. Radio kładzie nacisk na promocję polskiej muzyki. Oprócz tego emitowane są: audycje informacyjne, publicystyczne, rozrywkowe, o tematyce sportowej, poradnicze z różnych dziedzin, edukacyjne, dla dzieci i młodzieży, o tematyce religijnej, literackie i formy udramatyzowane.
Zmiana nazwy stacji na SuperNova nastąpiła 5 maja 2021 roku. Ostatnim utworem zagranym w Radiu WAWA był singiel „Więcej” Michała Szczygła.

## Audycje nadawane w radiu i ich prowadzący

### Radio WAWa – Classic Rock (1992–1997)
Audycje muzyczne:
- „Z-Rock 50” i „Kilen zone” – Robert Kilen
- „Rockowa trzynastka” – Grzegorz Benda
- „Patefon” (nowości płytowe) – Ryszard Wojciul
- „Kamienie” – Tomasz Wojciechowski
- „Na szczudłach” – Jarosław Szczudłowski
- „Babka rockowa” – Monika Tarka
- „Coca-Cola is the music” – Piotr Zbroziński
- „Trashpunk” – Paulus von Kinsky
- „Radio malkontent” – Piotr Zbroziński i Adam Romanowski

Pozostałe audycje:
- „Wywiady Dariusza Dewille” – Dariusz Dewille
- „DeDektyw Inwektyw” – Tomasz Łysiak
- „Konkurs szarych komórek” – Olga Braniecka i Grzegorz Benda
- „Sekretny dziennik mola książkowego” – Olga Braniecka
- „Co jest grane” – wiadomości kulturalne
- „W co jest grane, czyli o czym każdy WAWA-kibic wiedzieć powinien”
- „Pół żartem pół serio” (magazyn filmowy) – Maciej Sobieszczański i Michał Szymanowicz
- „Rozmowy z Oldboy'em” – Grzegorz Benda i Bohdan Tomaszewski
- „Ściśle fajne” – satyryczna audycja red. Zdzisława Walenia i Henryka Anatola Żeżuchy (pisownia celowa) – Wojciech Michiewicz i Jan Trzciński
- „Wykop” – Wojciech Michiewicz, Wojciech Asiński, Grzegorz Traczewski

### Po 1997 roku
- „DeDektyw Inwektyw” – Tomasz Łysiak
- „Dźwiękoszczelny magazyn Jurka Owsiaka” – Jerzy Owsiak
- „Gawędy historyczne” – Tomasz Łysiak
- „Lista przebojów” – Robert Kilen
- „Przebojowe małżeństwo” – Monika Tarka-Kilen i Robert Kilen[33]
- „Trzy po trzy” – wywiady i koncerty gwiazd polskich oraz zagranicznych (sobota)
- „Rockowa trzynastka” – Grzegorz Benda
- „Co jest grane” – wiadomości kulturalne
- „Videomagia”
- „Bocianie gniazdo” – magazyn żeglarski Olgi Branieckiej
- „Nasza godzina” – program młodzieżowy Zbyszka Branieckiego
- „Z parą od rana” – pogram poranny Moniki Tarki i Roberta Kilena
- „Muzyczne biuro zamówień” – program wieczorny Rafała Wodzińskiego

### Ramówka pod koniec nadawania
- „Cała naprzód od rana” (poranny program) – prowadzili: Kuba Adamiak i Katarzyna Żochowska. DeDektyw Inwektyw zajmował się produkcją felietonów, a także śledztw. Informacje o poranku prezentował Marcin Procki. Producentem programu była Agnieszka Tomczyk.
- „Najlepsze polskie hity” (program towarzyszący w pracy) – prowadzili: Monika Król i Dawid Wajda
- „Luz blues z Radiem WAWA” (program typu Drive Time) – prowadził Piotr Jachim
- „Top 13” (lista przebojów) – prowadził Mateusz Kwiatkowski
- "Słoneczne non stop polo" - prowadził Mateusz Kwiatkowski
- „Muzyczne biuro zamówień” (program interaktywny) – prowadził Mateusz Kwiatkowski
- „Weekend z gwiazdą” (wywiady z gwiazdami polskiej sceny muzycznej) – prowadził Paweł Wiszniewski
- Pasma weekendowe prowadzone były rotacyjnie przez: Monikę Król, Piotra Jachima, Mateusza Kwiatkowskiego, Piotra Grządkowskiego, Dawida Wajdę i Katarzynę Żochowską.